# 上脇結友
上脇 結友（かみわき ゆう、1989年11月15日 - ）は、日本の女優（元子役）。鹿児島県出身。

## 略歴
- 1994年 - 花王 愛の劇場 『ぽっかぽか』でデビュー。田所夫妻の一人娘、あすかを演じ注目を集める。
- 1996年 - ドラマ『若葉のころ』では堂本剛が演じた主人公の妹、相沢幸役を演じるなど、子役として活躍。
- 2004年 -『3年B組金八先生』に坪井典子役でレギュラー出演。
- 2008年 - 堀越高等学校卒業。
- 2011年 - 所属事務所ケイファクトリーを離れる。
- 2015年12月18日 - スタッフ・ワン所属となったことを公式Twitterで発表[1]。
- 2017年6月12日 - 共通の役者仲間を通じて昨年知り合った俳優の田中康寛と入籍し、2017年6月9日に第一子となる男児を出産したことを発表した[2]。
- 2024年1月1日 - 所属していたスタッフ・プラスを離れ、新会社に担当マネージャーと共に移籍することを発表した[3]。詳細は改めて報告とのことで、問い合わせ先は、株式会社DeRTA  Entertainmentが案内されている。

## 人物
- 堀越高校時代の同級生には、増島綾子、黒川智花、垣内彩未、小林涼子らがいる。
- 趣味：読書、DVD鑑賞
- 特技：日本舞踊（花柳流8年）、韓国語（日常会話）
- 資格：乗馬ライセンス5級、韓国語検定3級

## 出演

### テレビドラマ
- 花王 愛の劇場 ぽっかぽか 1 - 3（1994年 - 1997年、TBS）- 田所あすか 役
- 土曜ワイド劇場 クリスマススペシャル 聖夜の逃亡者（1994年、テレビ朝日）
- ドラマ新銀河 婚約旅行（1996年、NHK）- みなみ 役
- 若葉のころ（1996年、TBS）- 相沢幸 役
- ガラスの靴 - a Cinderella Story -（1997年、日本テレビ）- 望月真由(盲人) 役
- 金曜時代劇 寺子屋ゆめ指南（1997年、NHK）- お菊 役
- 太陽がいっぱい（1998年、関西テレビ）- 谷山千春 役
- 月曜ドラマスペシャル 終戦特別企画 二十六夜参り－特攻花・学術名不詳（1998年、TBS）- ちぃちゃん 役
- 愛と感動の特別ドラマ 麻意ちゃん、やさしさをありがとう（1998年、TBS）- 石黒麻意 役
- 木曜ドラマ ママチャリ刑事（1999年、TBS）- 立花咲 役
- ドラマシリーズ・家族 ハッピー 愛と感動の物語（1999年、テレビ東京）- 吉井ちか 役
- 愛の劇場 たのしい幼稚園（2001年、TBS）
- 東芝日曜劇場 ガッコの先生（2001年、TBS）- 中川真希 役
- カネボウ木曜劇場 ぼくが地球を救う（2002年、TBS）- 千石夏実 役
- ほんとにあった怖い話 放課後の恐怖（2004年、フジテレビ）- 主演・柏崎美里 役
- 3年B組金八先生（TBS）- 坪井典子 役
  - 第7シリーズ（2004年10月15日 - 2005年3月25日）
  - スペシャル11「未来へつなげ 3B友情のタスキ〜たった一人の卒業式…3Bの絆は再び迫る薬物依存の魔の手から仲間を救い出せるのか!?」（2005年12月30日）
  - 3年B組金八先生ファイナル〜「最後の贈る言葉」（2011年3月27日）
- 土曜ドラマ ギャルサー（2006年、日本テレビ）- ヤヨイ 役
- 風魔の小次郎 （2007年、TOKYO MX）- サトミ 役
- マイガール 9話（2009年、テレビ朝日）- 写真展に訪れたカップル 役
- まっすぐな男（2010年、関西テレビ）- 受付 役
- トラブルマン（2010年、テレビ東京）- 山田菊子 役
- 金曜プレステージ 赤い霊柩車26「黒い同窓会」（2010年、フジテレビ）- 中川久美子（高橋ひとみ）の高校生時代 役
- 生まれる。2話（2011年、TBS）- サオリ 役
- 病院の治し方スペシャル（2021年、テレビ東京）

### バラエティ
- オトナの!（2015年12月2日、TBS） - 番組内の1コーナー『オトナの!調査隊』のレポーターとして出演。
- 爆報!THEフライデー（2017年1月13日、TBS） - かつて『ぽっかぽか』で家族役として共演した七瀬なつみと羽場裕一に再会する。

### Webドラマ
- 頑張った分だけ、あなたから遠のいてしまう（2019年、YouTube「告ったり、フラれたり」） - 主演・中村かすみ 役

### 映画
- ハッピー劇場版（1999年）- 吉井ちか 役
- 着信アリFinal（2006年）- 島崎真理 役
- 白昼夢（2025年公開予定）[4]

### 舞台
- 3年B組金八先生 -夏休みの宿題-（2005年7月31日 - 8月25日、御園座）- 川原舞音 役
- プリエールプロデュース「おしるし」（2008年6月3日 - 8日、赤坂RED/THEATER）遠山響子 役
- 建設マン.comプロデュース「頑張れ!けんせつ小町 おはようございます!」（2015年9月29日 - 10月4日、築地ブディストホール）
- 家族草子2015 vol.10（2015年12月3日 - 6日、天現寺スクエア）
- 家族草子2016 vol.11（2016年3月17日 - 20日、天現寺スクエア）
- liberta 9 steps「ハッピー・スーサイド・カンパニー」（2016年6月24日 - 28日、武蔵野芸能劇場）
- 建設マン.com プロデュース けんせつ小町純情物語「やるっきゃない！！」（2016年10月6日 - 9日、  CBGKシブゲキ!!）
- HYBRID PROJECT Vol.14 RANPO chronicle【虚構のペルソナ】（2016年11月9日 - 13日、シアターサンモール）
- LIVEDOG GIRLS「レディ・ア・ゴーゴー!!」（2016年12月7日 - 18日、テアトルBONBON）
- 劇団ワンツーワークス#28「男女逆転マクベス」（2018年、赤坂Redtherter）
- 劇団ワンツーワークス#29「死に顔ピース」（2019年、中野ザ・ポケット）
- 劇団ワンツーワークス#31「忖度裁判」（2020年、両国シアターX）
- 令和千本桜～義経と弁慶／コロッケものまねオンステージ2021（2021年10月9日 - 21日、明治座） 北条政子役
- ONEOR8「連結の子」（2022年6月30日 - 7月10日、東京・すみだパークシアター倉）
- 新派百三十五年記念 六月新派喜劇公演 三婆（2023年6月3日 - 25日、日本橋三越本店 本館6階 三越劇場）　山田和子役
- リア王2024（2024年8月29日 - 9月2日、三越劇場）[5]
- 花嫁-娘からの花束-（2025年6月、三越劇場）[6]

### 広告
- 2019年　P&G　「ウィスパー」アンバサダー（契約終了）
- 2021年　LIXIL　「おうち時間を幸せに オンラインショールーム編」